# Denis Gorbunov
Denis Mikhaylovich Gorbunov (tiếng Nga: Денис Михайлович Горбунов; sinh ngày 20 tháng 3 năm 1993) là một cầu thủ bóng đá người Nga. Anh thi đấu cho FC Tekstilshchik Ivanovo.

## Sự nghiệp câu lạc bộ
Anh có màn ra mắt tại Russian Second Division cho FC Vologda vào ngày 23 tháng 7 năm 2012 trong trận đấu với FC Sever Murmansk.